# Zagorica pri Velikem Gabru
Zagorica pri Velikem Gabru is een plaats in Slovenië en maakt deel uit van de gemeente Trebnje in de NUTS-3-regio Jugovzhodna Slovenija. De plaats telde 240 inwoners op 1 januari 2020.